# Кучук, Леонид Станиславович
Леони́д Станисла́вович Кучу́к (бел. Леанід Станіслававіч Кучук; род. 27 августа 1959, Минск) — советский и белорусский футболист, защитник, ныне — тренер. Отец футболиста Алексея Кучука.

## Клубная карьера
Начинал футбольную карьеру в минском «Торпедо» (первые тренеры Я. Годов и Н. Блашко), затем в «Динамо». В 1979 году числился в составе «бело-голубых» на чемпионате СССР, но не провёл за клуб ни одного матча. С 1980 по 1988 годы играл за гомельский «Гомсельмаш» во Второй лиге. С 1989 по 1991 год играл в клубе КИМ из Витебска. За команду сыграл 101 матч и забил 1 гол. В 1990 году работал тренером в клубе. С 1992 года выступал в чемпионате Беларуси. С 1992 по 1994 год играл в «Молодечно». В 1995—1997 годах являлся игроком клуба «Атака-Аура». Закончил карьеру в клубе «Динамо-93» в 1998 году.

## Тренерская карьера
В 1998 году в 2 играх руководил минским «Динамо-93», который обе эти игры проиграл с общим счётом 0:8. В том же году возглавлял «Молодечно», который в итоге занял в чемпионате предпоследнее 14-е место. В 2003 году работал старшим тренером в минском «Локомотиве».
С 2004 по 2010 год возглавлял молдавский «Шериф» с которым стал обладателем многих титулов. В сезоне 2009/10 «Шериф» выступал в Лиге чемпионов и Лиге Европы. В первом турнире клуб дошёл до раунда плей-офф, проиграв «Олимпиакосу» в двух матчах. В Лиге Европы «Шериф» играл в группе H, занял третье место, выиграв 1 матч, 2 сведя вничью и 3 проиграв. В 2007 году клуб вошёл в число клубов, которые удостоились премии испанского издания «Дон Балон», которая вручается клубам, не потерпевшим ни одного поражения в течение сезона. В январе 2010 покинул свой пост.
18 мая 2010 года был назначен главным тренером белгородского «Салюта», сменив на этой должности Мирослава Ромащенко. В первом же матче клуб победил «Жемчужину-Сочи» 1:0. При Кучуке клуб выиграл 3 матча, два свёл вничью и 9 раз проиграл. 23 августа Кучук подал в отставку с поста главного тренера. После 25-го тура «Салют» занимал предпоследнее место в чемпионате.
В июне 2011 был назначен главным тренером киевского «Арсенала». В сезоне 2011/2012 впервые в истории клуба завоевал право участия в еврокубках. К концу 2012 года «Арсенал» потерял двух спонсоров клуба, и было принято решение о сокращении бюджета клуба; клуб выразил намерение разорвать контракты с пятью игроками клуба с наибольшей зарплатой (если игроки согласятся). 1 января 2013 года клуб и Кучук расторгли контракт «по обоюдному согласию».
9 января 2013 года был официально представлен в качестве нового главного тренера «Кубани», шедшей перед зимней паузой в чемпионате на 4 месте. Под руководством Кучука команда набрала 19 очков в 11 матчах, чего хватило для удержания 5-го места в чемпионате Премьер-лиги и первому в истории клуба попадания в еврокубки — в Лигу Европы. Перед началом нового сезона руководство команды предложило тренеру новый трёхлетний контракт, и заявило на официальном сайте, что контракт с Кучуком продлён на три года. Однако, спустя какое-то время Кучук объявил, что сотрудничество с «Кубанью» закончено 31 мая, а его условия для нового контракта руководством не приняты.
16 июня 2013 года появилась информация о его присутствии на тренировке московского «Локомотива». 17 июня провёл первую тренировку «Локомотива». 19 июня был официально представлен как главный тренер команды. По окончании сезона 2013/14 клуб финишировал на 3-м месте, став бронзовым призёром впервые с 2006 года. 15 сентября 2014 года Кучук был отстранён от работы. 10 октября 2014 года, не желая платить компенсацию, «Локомотив» в одностороннем порядке расторг контракт с тренером из-за прогула тренировки. Кучук представил видеозапись, из которой следует, что на тренировку его не пустила охрана. Достоверность записи вызвала сомнения, президент «Локомотива» Ольга Смородская назвала её постановочной. После увольнения Кучук подал жалобу в РФС с требованием в компенсации ему 4,86 млн евро. Палата РФС по разрешению споров в итоге вынесла решение о компенсации в размере 1,8 млн евро, на что «Локомотив» подал иск в Спортивный арбитражный суд в Лозанне, который отклонил протест «Локомотива» и оставил в силе решение о компенсации.
17 ноября 2014 года Кучук вновь стал главным тренером «Кубани», подписав контракт на два года. В январе 2015 года Кучук занял 284-е место в рейтинге клубных тренеров издания Football Coach World Ranking. Вместе с «Кубанью» Кучук смог дойти до финала Кубка России, где клуб уступил «Локомотиву» 1:3. После этого «Кубань» расторгла контракт с Кучуком по обоюдному согласию сторон.
После ухода из «Кубани» Кучук на протяжении 1,5 лет оставался без работы. В декабре 2016 года был одним из кандидатов на пост главного тренера национальной сборной Беларуси, однако 15 января 2017 стал тренером украинского клуба «Сталь» (Каменское). 6 июня покинул команду по собственному желанию.
9 июня 2017 года стал главным тренером российского клуба «Ростов». После успешного начала клуб стал выступать хуже, не побеждая в 11 матчах Премьер-лиги подряд. 6 декабря покинул команду по соглашению сторон.
1 февраля 2019 года стал главным тренером украинского клуба первой лиги «Рух». В июле того же года переехал во Львов. Сезон 2018/2019 команда завершила на 11-м месте в Первой лиге, а в сезоне 2019/2020 шла на первом месте таблицы. 10 декабря 2019 покинул команду по соглашению сторон.
22 апреля 2020 года стал главным тренером белорусского клуба «Динамо» (Минск). 28 мая 2021 года покинул команду по собственному желанию.
С 4 августа 2021 года — снова главный тренер клуба «Рух» (Львов).

## Достижения

### Командные
«Шериф»
- Чемпион Молдовы: (6) 2003/04, 2004/05, 2005/06, 2006/07, 2007/08, 2008/09
- Обладатель Кубка Молдовы: (3) 2005/06, 2007/08, 2008/09
- Обладатель Суперкубка Молдовы: (3) 2004, 2005, 2007
- Обладатель Кубка чемпионов Содружества: 2009
- Финалист Кубка Молдовы: 2003/04

«Локомотив» (Москва)
- Бронзовый призёр чемпионата России: 2013/14

«Кубань»
- Финалист Кубка России: 2014/15

Итого: 13 трофеев

### Личные
- Лучший тренер чемпионата Молдовы: 2009[25]
- Лучший тренер чемпионата Украины: 2011/12[26]
- Лучший тренер месяца РФПЛ (2): август, ноябрь 2013
- Лучший тренер года Беларуси: 2013[27]

## Тренерская статистика
| Шериф              | Молдова  | 1 января 2004  | 4 января 2010    | 187 | 149 | 29  | 9  | 079,68 |
| Салют (Белгород)   | Россия   | 18 мая 2010    | 23 августа 2010  | 15  | 4   | 1   | 10 | 026,67 |
| Арсенал (Киев)     | Украина  | июня 2011      | 1 января 2013    | 55  | 25  | 14  | 16 | 045,45 |
| Кубань             | Россия   | 9 января 2013  | 16 июня 2013     | 12  | 4   | 8   | 0  | 033,33 |
| Локомотив (Москва) | Россия   | 17 июня 2013   | 15 сентября 2014 | 40  | 19  | 12  | 9  | 047,50 |
| Кубань             | Россия   | 17 ноября 2014 | 25 мая 2015      | 18  | 3   | 5   | 10 | 016,67 |
| Сталь              | Украина  | 15 января 2017 | 16 июня 2017     | 14  | 8   | 3   | 3  | 057,14 |
| Ростов             | Россия   | 9 июня 2017    | 6 декабря 2017   | 21  | 6   | 8   | 7  | 028,57 |
| Рух                | Украина  | 1 июня 2018    | 1 января 2019    | 33  | 19  | 8   | 6  | 057,58 |
| Динамо (Минск)     | Беларусь | 22 апреля 2020 | 3 июня 2021      | 38  | 20  | 6   | 12 | 052,63 |
| Рух                | Украина  | 4 августа 2021 | 19 марта 2023    | 16  | 4   | 6   | 6  | 025,00 |
| Всего              | Всего    | Всего          | Всего            | 449 | 261 | 100 | 88 | 058,13 |